# Chinampas

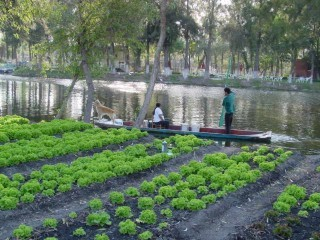
Modern chinampa i Mexiko

Chinampas är konstgjorda öar som man odlar på i sjöar eller våtmarker. De lämpar sig för intensivt jordbruk. Odlingstekniken förekommer i Mexiko och Centralamerika. Tekniken utvecklades under Acatonalli Tlatoani i Xochimilco på 1260-talet för att svara mot det växande behovet av mat för befolkningen i Anáhuac, Mexikodalen.
Chinampas byggs av sävmattor och gyttja. Tack vare sin effektivitet kunde chinampas producera 5-7 skördar per år, vilket kunde producera mat till omkring 200 000 människor under Aztekrikets tid.
Chinampaodling har återupplivats i dagens Mexiko. I nuvarande distrikten Xochimilco i Mexico City finns det mer än 1000 hektar mark för chinampaodling. En person som odlar en chinampa kallas för chinampero.